# جامع الخجا
جامع الخجا هو أحد جوامع منطقة المزة في العاصمة دمشق، يقع شرق مستشفى المواساة، أنشأه الحاج أمين الخجا عام 1923م، وتم توسيعه عام 1960م.